# Mark Sherwin
Mark Sherwin, född 22 januari 1970, är en friidrottare från Cooköarna. Han deltog vid olympiska sommarspelen 1992 och olympiska sommarspelen 1996.